# Arthopyrenia nitescens
Arthopyrenia nitescens är en lavart som först beskrevs av Salwey, och fick sitt nu gällande namn av Mudd. Arthopyrenia nitescens ingår i släktet Arthopyrenia och familjen Arthopyreniaceae.   Inga underarter finns listade i Catalogue of Life.